# Rolls-Royce RB.162

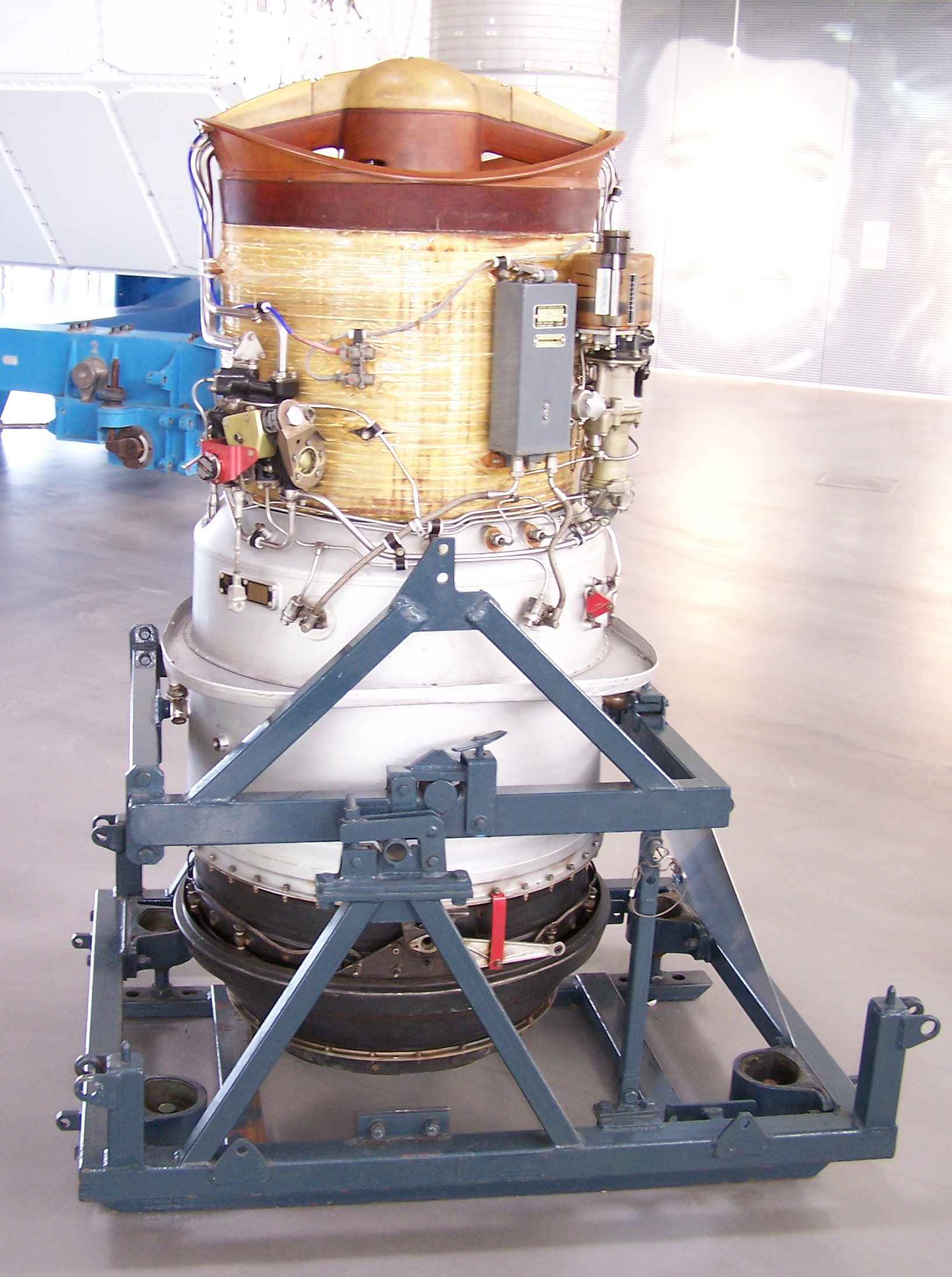
RB.162-40 im Dornier Museum

Das Rolls-Royce RB.162 ist ein einfach aufgebautes Leichtbau-Strahltriebwerk der 1960er-Jahre, das hauptsächlich als Hubtriebwerk in VTOL-Flugzeugen verwendet wurde. Als Weiterentwicklung des RB.108 zählt es zur zweiten Generation der Hubtriebwerke von Rolls-Royce. Die Finanzierung erfolgte durch die Regierungen Frankreichs, Großbritannien, der Bundesrepublik Deutschland und der Rolls-Royce Ltd.

## Geschichte
Das angestrebte Ziel bei der Konstruktion des RB.162 war es, bei um die Hälfte verringerten Kosten eine Verdopplung des Schubs unter Beibehaltung des Gewichts des RB.108 zu erreichen. Dieses Ziel wurde erreicht. Die Hauptentwicklung begann im September 1959, der erste Lauf fand im November 1961 statt. Die bei Hubtriebwerken besonders wichtige Beschleunigungszeit zwischen Leerlauf und Vollschub beträgt nur 1½ Sekunden.
Das RB.162 gilt als das erste Hubtriebwerk, das die Konzeption und den Bau von einsatzfähigen V/STOL-Kampf- und Transportflugzeugen ermöglichte. Hierzu gehörten die Mirage III V und Dornier Do 31. Während beim RB.108 das Schub-Gewichtsverhältnis noch bei 1:8 lag, wurde dieses beim RB.162 auf 1:16 verbessert.

## Konstruktion
Das RB.162 ist ein Einwellentriebwerk mit einem sechsstufigen Axialverdichter und einer einstufigen Turbine. Für die Verdichterschaufeln (mit Ausnahme der ersten Stufe) sowie für das zweiteilige Gehäuse konnte weitgehend Glasfaserverstärkter Kunststoff (GFK) eingesetzt werden, da die höchste Verdichtertemperatur unter 200 °C blieb.

## Varianten
- RB.162-1: für Mirage III V, 10 % als Zapfluft abgeleitet
- RB:162-4: für den Do-31-Prototyp, keine Zapfluft
- RB.162-31: für Mirage-III V-Weiterentwicklung, 25 % höherer Schub
- RB.175: geplante Variante mit zusätzlichem Frontfan und etwa doppeltem Schub, nicht verwirklicht

## Verwendung
- Mirage III V
- Dornier Do 31
- VFW-Fokker VAK 191 B
- bei Hawker Siddeley Trident 3B als Booster-Triebwerk, das nur zeitweilig in Betrieb gesetzt wurde[1]

## Technische Daten
| Kenngröße                             | Daten (RB.162-1/4 nach Jane’s 1965, S. 483)                                                                                               |
| ------------------------------------- | --- |
| Typ                                   | Einwellen-Turbojet |
| Einlauf                               | GFK-Formteil mit integrierten festen Leitschaufeln                                                                                        |
| Verdichtergehäuse                     | zweiteilig aus GFK, muss zum Zerlegen (Wartung) mit Draht auseinandergeschnitten werden                                                   |
| Verdichter                            | sechsstufiger Axialverdichter, erste Stufe aus Aluminium-Legierung, sonst Lauf- und Leitschaufeln aus GFK, Verdichtungsverhältnis 4,25:1. |
| Brennkammer                           | Ringbrennkammer |
| Turbine                               | Einstufige Axialturbine, Titanscheibe mit ungekühlten Vollschaufeln aus Nimonic.                                                          |
| Max. Durchmesser                      | 0,660 m |
| Länge                                 | 1,315 m |
| Gewicht (mit Öl und Treibstoffsystem) | 125 kg |
| Nominaler Schub (ohne Zapfluft)       | 19,6 kN (4409 lb) |